# Druga slovenska nogometna liga 2002-2003
La Druga slovenska nogometna liga 2002-2003 (in lingua italiana: Secondo campionato calcistico sloveno 2002-2003), abbreviata in 2. SNL 2002-2003, fu la dodicesima edizione della seconda serie del campionato di calcio sloveno.

## Formula
Le 16 squadre partecipanti disputarono un girone all'italiana con gare di andata e ritorno (30 giornate totali) al termine delle quali:
- Le prime due classificate furono promosse in 1. SNL 2003-2004
- Le ultime quattro classificate furono retrocesse in 3. SNL 2003-2004

### Avvenimenti
Subito dopo la fine del campionato, il Grosuplje, pur avendo lottato per il secondo posto, a causa dei problemi finanziari apparsi in primavera, ha dovuto cessare l'attività.
Contemporaneamente, la Federcalcio slovena ha revocato la licenza allo Jadran Hrpelje-Kozina perché sprovvisto del settore giovanile. Data anche la mancanza del Korotan Prevalje (militante in 1. SNL 2002-2003, ma espulso dal torneo), la Federcalcio ha deciso di ridurre l'organico della Druga SNL da 16 a 12 squadre, scontentando il Factor Šmartno che richiedeva il ripescaggio.

## Squadre partecipanti
| Squadra               | Città             | Stadio                       | Stagione 2001-02 | Stagione 2001-02 |
| Squadra               | Città             | Stadio                       | Pos.             | Divisione        |
| --------------------- | ----------------- | ---------------------------- | ---------------- | ---------------- |
| Živila Triglav        | Kranj             | Športni Center Stanko Mlakar | 11°              | 1. SNL           |
| BS Tehnik Domžale     | Domžale           | Športni park                 | 12°              | 1. SNL           |
| Aluminij              | Kidričevo         | Športni park Aluminij        | 3°               | 2. SNL           |
| Livar                 | Ivančna Gorica    | Stadion Ivančna Gorica       | 4°               | 2. SNL           |
| Drava Asfalti         | Ptuj              | Mestni stadion               | 5°               | 2. SNL           |
| Bela Krajina          | Črnomelj          | Stadion Loka                 | 6°               | 2. SNL           |
| Dravinja              | Slovenske Konjice | Stadion Dobrava              | 7°               | 2. SNL           |
| Jadran Hrpelje-Kozina | Cosina            | Stadion Krvavi Potok         | 8°               | 2. SNL           |
| Nafta                 | Lendava           | Športni park Lendava         | 9°               | 2. SNL           |
| Železničar Radio City | Maribor           | Športni Park Tabor           | 10°              | 2. SNL           |
| Zagorje               | Zagorje ob Savi   | Mestni stadion               | 11°              | 2. SNL           |
| Goriška Brda          | Castel Dobra      | Stadio Vipolže               | 12°              | 2. SNL           |
| MNK Izola             | Isola d'Istria    | Mestni stadion               | 1°               | 3. SNL Centro    |
| GP Grosuplje          | Grosuplje         | Stadion Brinje               | 1°               | 3. SNL Centro    |
| Posavje Krško         | Krško             | Stadion Matije Gubca         | 1°               | 3. SNL Nord      |
| Križevci              | Križevci          | Športni park Križevci        | 1°               | 3. SNL Est       |

## Classifica
|                  | Pos. | Squadra               | Pt | G  | V  | N  | P  | GF | GS | DR  |
| ---------------- | ---- | --------------------- | -- | -- | -- | -- | -- | -- | -- | --- |
|                  | 1.   | Domžale               | 74 | 30 | 23 | 5  | 2  | 81 | 28 | +53 |
|                  | 2.   | Drava Ptuj            | 61 | 30 | 18 | 7  | 5  | 63 | 24 | +39 |
|                  | 3.   | Aluminij              | 57 | 30 | 17 | 6  | 7  | 67 | 37 | +30 |
|                  | 4.   | Grosuplje             | 56 | 30 | 17 | 5  | 8  | 59 | 44 | +15 |
|                  | 5.   | Bela Krajina          | 47 | 30 | 12 | 11 | 7  | 52 | 39 | +13 |
|                  | 6.   | Zagorje               | 39 | 30 | 10 | 9  | 11 | 49 | 47 | +2  |
|                  | 7.   | Dravinja              | 39 | 30 | 12 | 3  | 15 | 31 | 42 | −11 |
|                  | 8.   | Triglav               | 38 | 30 | 10 | 8  | 12 | 40 | 42 | −2  |
|                  | 9.   | Izola                 | 38 | 30 | 11 | 5  | 14 | 43 | 52 | −9  |
|                  | 10.  | Jadran Hrpelje-Kozina | 37 | 30 | 10 | 7  | 13 | 38 | 43 | −5  |
|                  | 11.  | Livar                 | 36 | 30 | 10 | 6  | 14 | 31 | 44 | −13 |
|                  | 12.  | Brda                  | 35 | 30 | 10 | 5  | 15 | 36 | 51 | −15 |
|                  | 13.  | Krško                 | 35 | 30 | 7  | 14 | 9  | 35 | 53 | −18 |
|                  | 14.  | Nafta                 | 30 | 30 | 8  | 6  | 16 | 40 | 61 | −21 |
|                  | 15.  | Križevci              | 27 | 30 | 8  | 3  | 19 | 43 | 55 | −12 |
|                  | 16.  | Železničar Maribor    | 18 | 30 | 4  | 6  | 20 | 23 | 69 | −46 |
| Fonte: rsssf.org |      |                       |    |    |    |    |    |    |    |     |

Legenda:
      Promosso in 1. SNL 2003-2004.
  Partecipa agli spareggi.
      Retrocesso in 3. SNL 2003-2004.
      Escluso dal campionato.
Regolamento:
Tre punti a vittoria, uno a pareggio, zero a sconfitta.
In caso di arrivo di due o più squadre a pari punti, la graduatoria viene stilata secondo la classifica avulsa tra le squadre interessate (= scontri diretti).